# Cylindromyia hobartana
Cylindromyia hobartana là một loài ruồi trong họ Tachinidae.